# زاهد

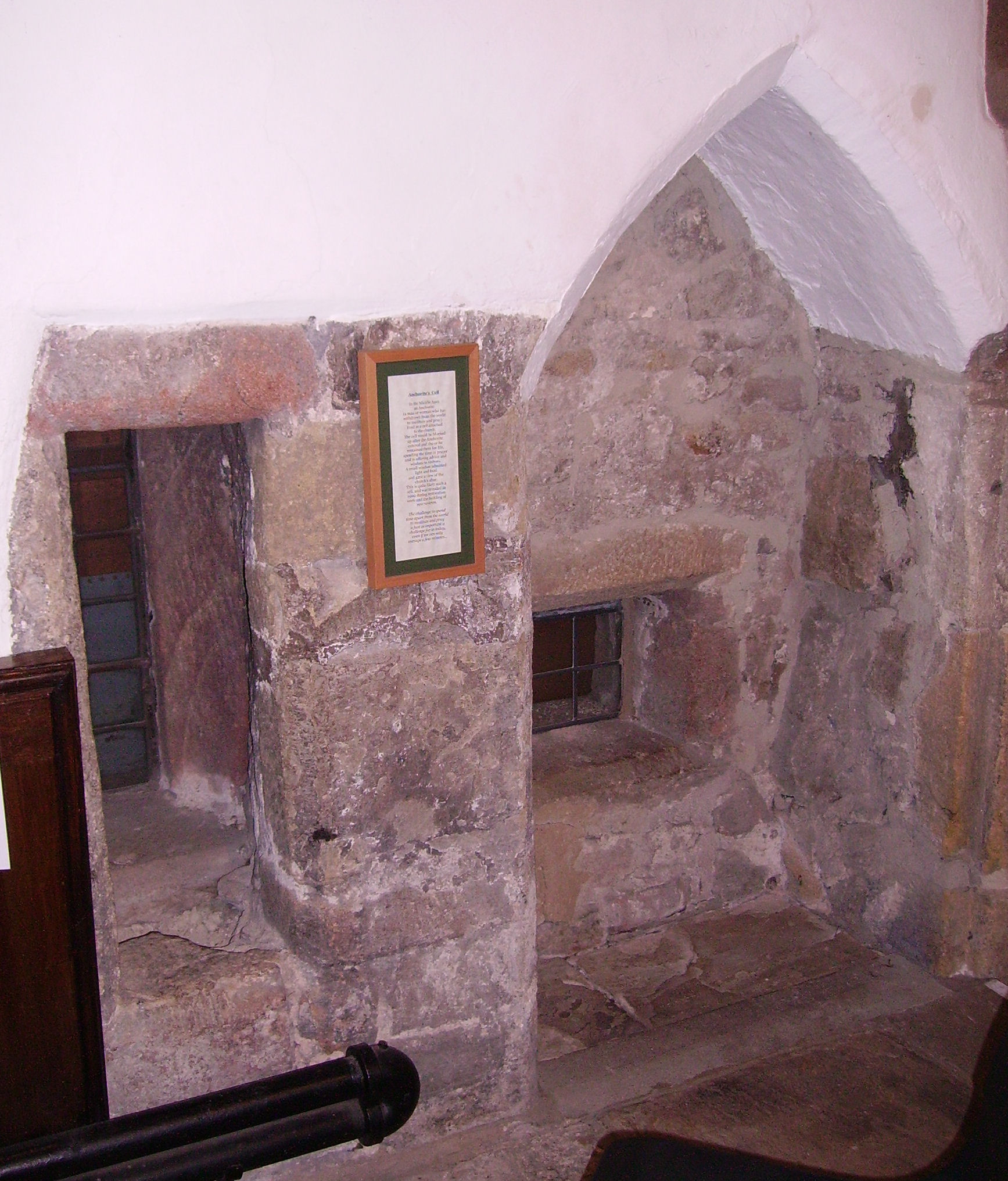
زنزانة ناسك في كنيسة الثالوث الأقدس، سكيبتون

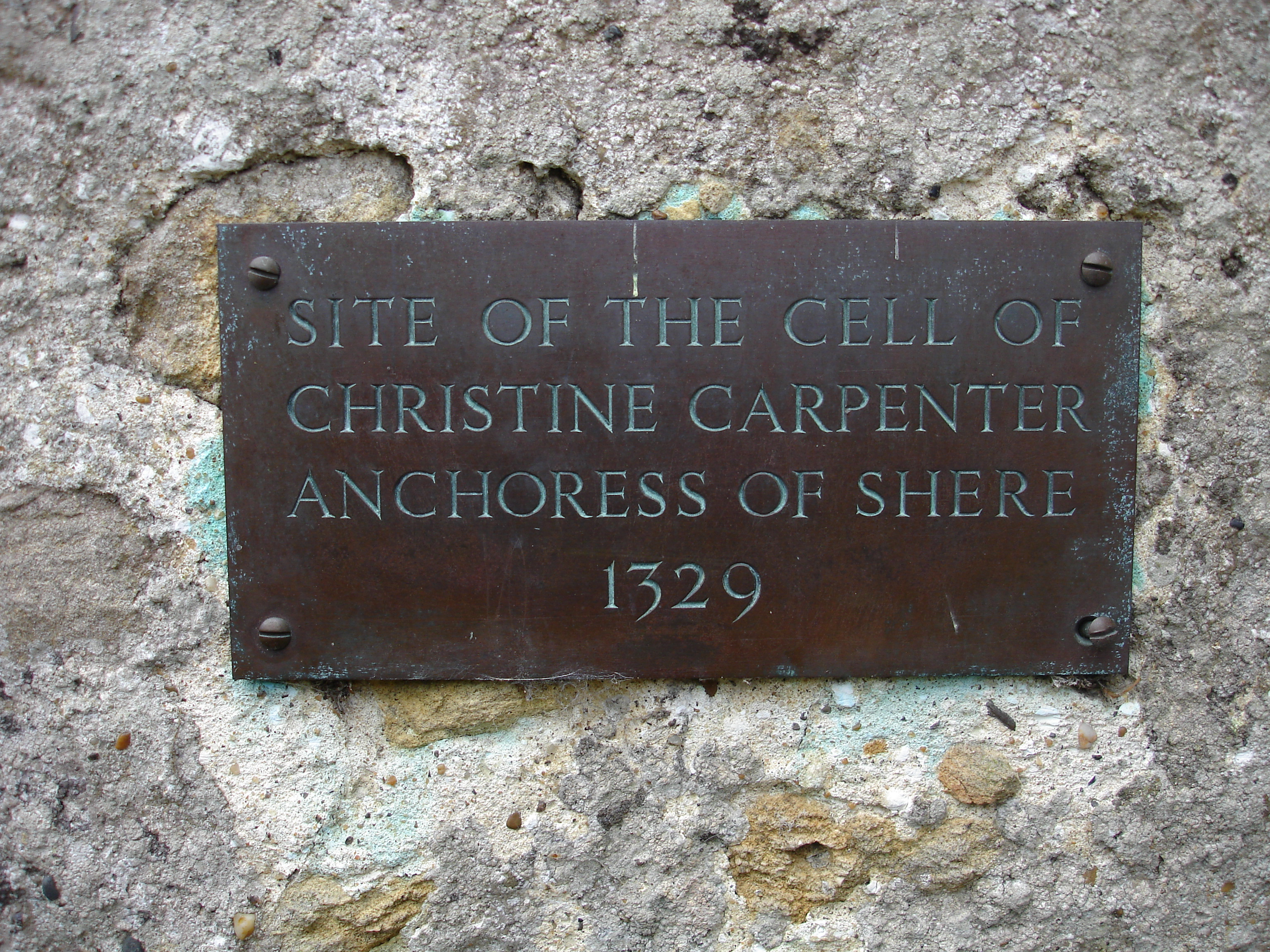
تم حبس كريستين كاربنتر في زنزانة داخل كنيسة سانت جيمس في شير، سري.

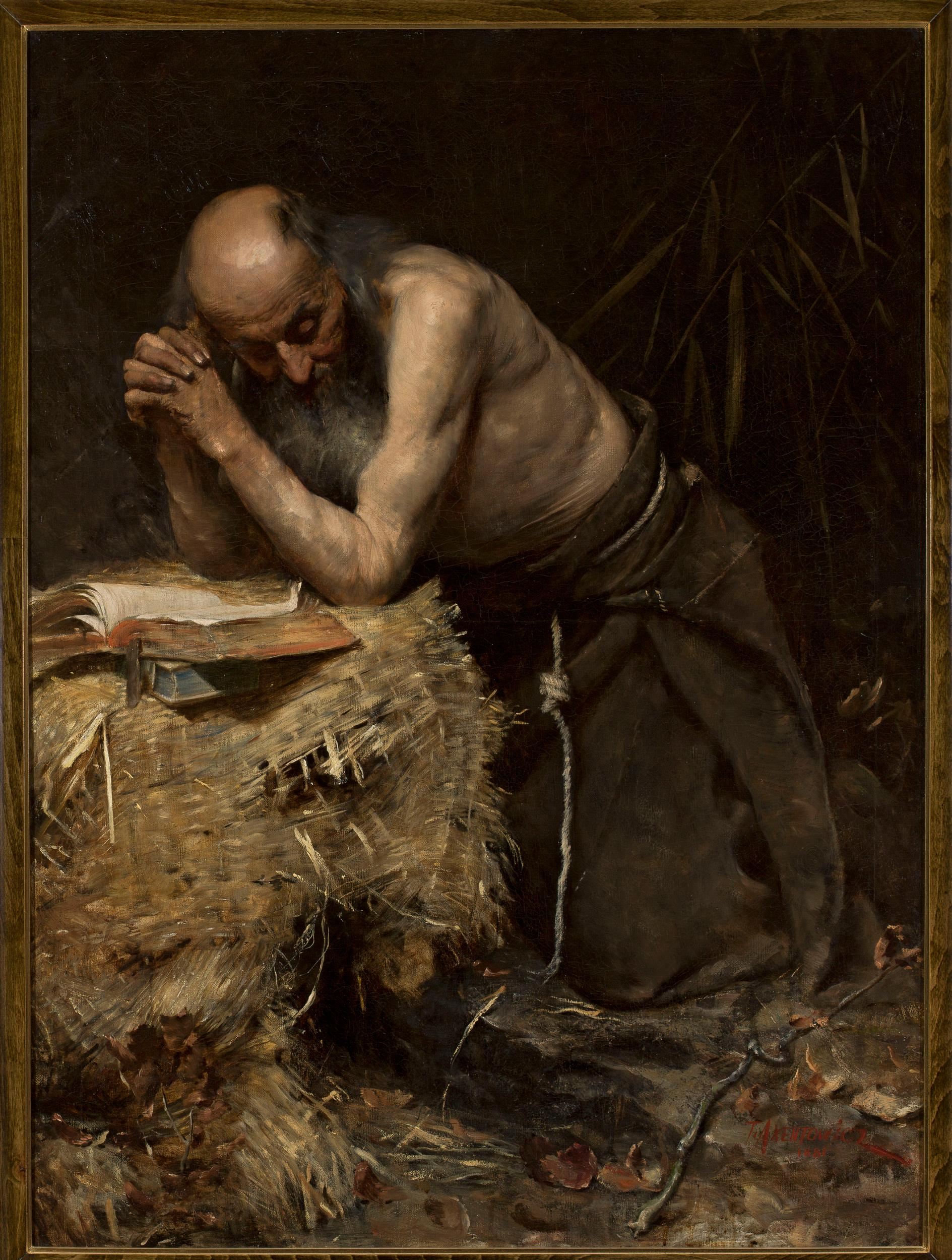
الأنشوريت (1881)، بقلم تيودور أكسنتوفيتش

في المسيحية، الناسك أو الناسكة؛ (من الإغريقية  ἀναχωρέω (anakhōréō) 'I withdraw, retire') هو شخص ينسحب لأسباب دينية من المجتمع العلماني ليكون قادرًا على قيادة حياة مكثفة موجهة نحو الصلاة، أو الزهد، أو التركيز على القربان المقدس. غالبًا ما يُعتبر الناسك نوعًا من الناسك، ولكن على عكس النساك، كان مطلوبًا منهم أن يأخذوا نذرًا لاستقرار المكان، ويختارون الحبس الدائم في الخلايا الملحقة غالبًا بالكنائس. وعلى عكس النساك أيضًا، كان الناسكون يخضعون لطقوس دينية للتكريس تشبه إلى حد كبير طقوس الجنازة، وبعدها يُعتبرون أمواتًا بالنسبة للعالم ونوعًا من القديسين الأحياء. كان لدى الناسكين قدرًا من الاستقلالية، حيث لم يكونوا مسؤولين أمام أي سلطة كنسية باستثناء الأساقفة.
الحياة الزهدية هي إحدى أقدم أشكال الرهبنة المسيحية. في الكنيسة الكاثوليكية، الحياة الهريرتية هي أحد أشكال الحياة المكرسة. في إنجلترا في العصور الوسطى، عاش أقدم الناسكين المسجلين في القرن الحادي عشر. وقد تم تسجيل أعلى عدد لهم حوالي 200 ناسك في القرن الثالث عشر.
من القرن الثاني عشر إلى القرن السادس عشر، كان عدد الناسكات الإناث يفوق نظرائهن الذكور باستمرار، وفي بعض الأحيان كان يصل إلى أربعة إلى واحد في القرن الثالث عشر. انخفضت هذه النسبة في نهاية المطاف إلى اثنين إلى واحد في القرن الخامس عشر. ومع ذلك، لم يتم تسجيل جنس عدد كبير منهم في هذه الفترات.
بين عامي 1536 و1539، أدى حل الأديرة الذي أمر به هنري الثامن ملك إنجلترا إلى إنهاء تقليد الزاهدين في إنجلترا بشكل فعال.

## الحياة الذاهدة
انتشرت الحياة الزاهدة على نطاق واسع خلال العصور الوسطى المبكرة والعالية. لا تزال هناك أمثلة على مساكن الناسكين والناسكات، ويوجد عدد كبير منها في إنجلترا. كانت تميل إلى أن تكون خلية بسيطة (تسمى أيضًا مرساة) مبنية على أحد جدران كنيسة القرية المحلية.
في المناطق الناطقة باللغة الجرمانية، كان من المعتاد منذ القرن العاشر على الأقل أن يقول الأسقف صلاة الموتى عندما يدخل الناسك إلى زنزانته، للدلالة على موت الناسك عن العالم وعودته إلى حياة روحية من الشركة الانفرادية مع الله والملائكة. في بعض الأحيان، إذا كان الناسك محبوسًا داخل زنزانة، كان الأسقف يضع ختمه على الحائط ليختمه بسلطانه. ومع ذلك، كان بعض النساك يتحركون بحرية بين خلاياهم والكنائس المجاورة.
كانت معظم مراسي المراسي صغيرة، ربما على الأكثر 3.7 إلى 4.6 م (12 إلى 15 قدم)مساحة مربعة، مع ثلاثة نوافذ. كان من الممكن رؤية المذبح، والاستماع إلى القداس، واستقبال القربان المقدس من خلال نافذة صغيرة مغلقة في الحائط المشترك المواجه للحرم، والتي تسمى " هاجيوسكوب " أو "الحول". كان الناسك يقدمون النصائح والإرشادات الروحية للزوار من خلال هذه النوافذ، واكتسبوا سمعة طيبة بالحكمة. وكانت هناك نافذة صغيرة أخرى تسمح بالوصول إلى أولئك الذين رأوا الاحتياجات الجسدية للناسك. كانت هناك نافذة ثالثة، غالبًا ما تواجه الشارع ولكنها مغطاة بقطعة قماش شفافة، تسمح بدخول الضوء إلى الزنزانة.:348
الناسكون الملتزمون بحياة من العزلة غير القابلة للتنازل عنها. أولئك الذين فكروا في المغادرة ربما اعتقدوا أن أرواحهم قد تكون ملعونة بسبب الإهمال الروحي. رفض البعض مغادرة زنازينهم حتى عندما كان القراصنة أو اللصوص ينهبون بلداتهم وبالتالي أحرقوا حتى الموت عندما أحرقت الكنيسة.  كانوا يتناولون وجبات طعام مقتصدة، ويقضون أيامهم في الصلاة التأملية والشفاعة من أجل الآخرين. تم التعامل مع نفايات أجسامهم باستخدام وعاء حجرة.
كانت بعض المراسي تحتوي على عدد قليل من الغرف الصغيرة أو الحدائق الملحقة بها. كان الخدم يهتمون بالاحتياجات الأساسية للزوار، وتوفير الطعام والماء وإزالة النفايات. ومن المعروف أن جوليان نورويتش، على سبيل المثال، كان لديه العديد من الخادمات، من بينهن سارة وأليس. كتب أيلريد من رييفو كتابًا لقواعد الناسك، ق. 1161 لأخته المنعزلة التي تحمل عنوان عن نظام حياة الناسكات. وفيها اقترح عدم الاحتفاظ بزملاء في المنزل سوى امرأة أكبر سنًا، لتكون بمثابة رفيقة وبوابة، وخادمة شابة كخادمة منزلية.
كان مرساة الروح هو الموقع المادي الذي يستطيع الناسك أن يشرع فيه في رحلة نحو الاتحاد مع الله. كما وفرت أيضًا تركيزًا روحيًا وجغرافيًا للأشخاص من المجتمع الأوسع نطاقًا الذين يسعون للحصول على المشورة والتوجيه الروحي. ورغم عزلته عن المجتمع من خلال الجدران الحجرية والمبادئ الروحية المحددة، إلا أن الناسك كان يقع في قلب المجتمع. وقد أطلق على هذا المعقل اسم "الرحم" الجماعي الذي من شأنه أن ينشأ منه إحساس مثالي بإمكانات المجتمع المتجددة كمسيحيين وكأشخاص.

## نصوص مؤثرة
يمكن استخلاص فكرة عن روتينهم اليومي من قاعدة الزهد. النص الأكثر شهرة اليوم هو النص الذي يعود تاريخه إلى أوائل القرن الثالث عشر والمعروف باسم دليل للناسكات. وهناك مثال آخر أقل شهرة، وهو القاعدة المعروفة باسم عن نظام حياة الناسكات المكتوبة في القرن الثاني عشر. القرن، حوالي 1160-1162، من قبل أيلريد من رييفو لأخته. يُقدَّر أن الصلوات اليومية المفصلة في كتاب دليل للناسكات تستغرق حوالي أربع ساعات، بالإضافة إلى ساعات الاستماع إلى الخدمات في الكنيسة والانخراط في صلواتهم الخاصة وقراءاتهم التعبدية.
كتب ريتشارد رول، وهو ناسك ومتصوف إنجليزي، أحد أكثر الكتب الإرشادية تأثيرًا فيما يتعلق بحياة الناسكة. كان كتابه "شكل الحياة" موجهًا إلى ناسكة شابة تدعى مارغريت كيركبي، وكانت مسؤولة عن الحفاظ على نصوصه. :29وقد ارتبط ارتباطها ببلدة هامبول عادة برولي. يُشار إليه أحيانًا باسم "ريتشارد رول من هامبول" على الرغم من عدم وجود دليل قاطع على أن رول كان موجودًا في القرية الصغيرة.

## النساك البارزون

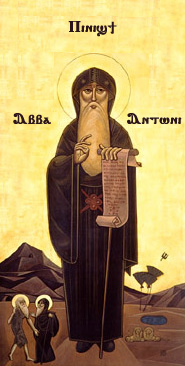
القديس أنطونيوس الكبير، أبو الرهبنة المسيحية والناسوك المبكر. النقش القبطي هو Ⲡⲓⲛⲓϣϯ Ⲁⲃⲃⲁ Ⲁⲛⲧⲱⲛⲓ أو الأب العظيم أنطونيوس.

عاش أقدم النساك المسجلين في القرن الثالث الميلادي القديس أنطونيوس الكبير أو Ⲡⲓⲛⲓϣϯ Ⲁⲃⲃⲁ Ⲁⲛⲧⲱⲛⲓ أو الأب العظيم أنطونيوس (251-356)، والمعروف أيضًا باسم "أنطوني الصحراء"، يتمتع بسمعة تقليدية باعتباره "أبو الرهبنة" في المسيحية. كان هيلاريون (غزة، 291 – قبرص، 371) معروفًا بأنه مؤسس الحياة النسكية في فلسطين.
وقد أثبتت الحياة الزاهدة شعبيتها في إنجلترا، حيث تفوق عدد النساء على الرجال في صفوف الزاهدين، وخاصة في القرن الثالث عشر. الأدلة المكتوبة تدعم وجود 780 النساك على 600 مواقع بين عامي 1100 و1539، عندما أمر هنري بحل الأديرة أدى القانون الثامن إلى إنهاء النزعة النسكية في إنجلترا. ومع ذلك، فإن عدم وجود نظام تسجيل متسق للنساك يشير إلى أنه ربما كان هناك عدد أكبر بكثير. لا يزال من الممكن رؤية مراسي السفن الإنجليزية في شارع تشيستر-لي-ستريت في مقاطعة درم وفي هارتليب في كنت.
ومن بين الناسكين الآخرين كالوجيروس الناسك (ق. 466)، كيرياكوس الناسك (448-557)، وسوستر بيرتكن (1426-1514).